# Bristol Zoo
A Bristol Zoo egy állatkert az Egyesült Királyságban, Bristolban.

## Tartott fajok
Az állatkertben többek között az alábbi fajokat tekinthetjük meg:
- Livingstone-repülőkutya
- pettyes csikóhal
- közönséges bohóchal
- Latrodectus hesperus
- vízidisznó
- Kis sünhal
- oroszlán
- jávai lövőhal
- atlaszlepke
- Asia Minor spiny mouse
- Osphronemus goramy
- Poecilotheria regalis
- gyűrűsfarkú maki
- ametisztpiton
- Atta cephalotes
- Hexaprotodon liberiensis
- arany oroszlánmajmocska
- Eurypegasus draconis
- pápaszemes pingvin
- közönséges achátcsiga
- orvosi pióca
- mexikói vöröstérdű tarantula
- Cyprinodon alvarezi
- Partula faba
- sisakos kazuár
- vörös macskamedve
- herkulesbogár
- Morpho menelaus
- dél-amerikai medvefóka
- nyugati gorilla
- okapi
- Lapátorrú tok
- résteknős
- Fürge gibbon
- fekete bőgőmajom
- vöröshasú pirája
- Austropotamobius pallipes